# 9/10: The Final Hours
9/10: The Final Hours es una película documental estadounidense-canadiense de 2014 que presenta entrevistas con varias personas que describen sus experiencias personales el día 10 de septiembre de 2001 ("9/10"), antes de los atentados del 11 de septiembre que destruyeron las Torres Gemelas del World Trade Center. Dirigido por Erik Nelson y producido por Amy Briamonte, el documental se estrenó en 2014 en Amazon Prime (Estados Unidos) y YouTube. El documental recibió críticas positivas a pesar de la escasa o nula promoción, y se emitió en los distintos canales de televisión de National Geographic. La partitura de la banda sonora musical fue compuesta por Mark Leggett y subida por separado a su propio sitio web de música.

## Argumento
9/10: The Final Hours entrevista a un camarero de cócteles que trabajaba en el restaurante Windows on the World, situado en lo alto del World Trade Center, a un presentador de la ciudad de Nueva York, a un fotógrafo y turista canadiense que hizo fotos y tiene uno de los últimos billetes de entrada a la plataforma de observación del World Trade Center, al director ejecutivo de Cantor Fitzgerald, Howard Lutnick, y a muchas otras personas que estuvieron allí el día antes de los atentados del 11 de septiembre. El documental también presenta imágenes del National September 11 Memorial & Museum y del "Tributo en Luz", un monumento conmemorativo hecho con los cimientos que quedan de las Torres Gemelas que proyecta hacia el cielo una neblinosa luz turquesa en una columna vertical que se asemeja al espacio donde una vez estuvieron ambas torres.

## Recepción
Recibió críticas positivas por parte de la crítica. Alex Ashlock, de WBUR, calificó el documental de "convincente, aunque a veces difícil de ver, porque aunque trata sobre el día anterior a los atentados del 11 de septiembre de 2001, lo que ocurrió aquella mañana ensombrece todo lo que cuentan las personas que aparecen en la película". The Arab Times destacó las sorprendentes revelaciones del documental, afirmando que "algunas decisiones aparentemente cotidianas salvaron vidas, mientras que otras acabaron costándolas".
El documental fue subido a YouTube por el director de fotografía Thomas Kaufman, así como vendido en Amazon en Estados Unidos, y también emitido en los canales de televisión de National Geographic.